# Taxeotis epigaea
Taxeotis epigaea är en fjärilsart som beskrevs av Turner 1904. Taxeotis epigaea ingår i släktet Taxeotis och familjen mätare. Inga underarter finns listade i Catalogue of Life.